# Tyfonen Haiyan
Haiyan er navnet på en tyfon, der blev dannet ved uro i atmosfæren ved Kosrae i Stillehavet øst for Filippinerne omkring den 2. november 2013. I Filippinerne er tyfonen kendt som Yolanda. Allerede den 3. november blev fænomenet klassificeret som et kraftigt lavtryk, og senere samme dag blev af det japanske meteorologiske institut udsendt cyklonvarsel og ved dagens slutning blev lavtrykket opgraderet til en tropisk storm og givet navnet Haiyan. Den 5. blev vejrsystemet opgraderet til en tyfon og den 6. november til en supertyfon (fra stærk (>240km/t middel) kategori 4 til 5).
Tyfonen ramte den filippinske ø Samar den 8. november 2013 med en kategori 5-styrke og bevægede sig herefter vestover Det Sydkinesiske Hav, hvorefter den bevægede sig i en bane mod det nordlige Vietnam og senere de sydlige dele af Kina.
Med vindhastigheder på over 300 km/t og vindstød foreløbig anslået til op til 380 km/t er Haiyan blevet betegnet som en af de kraftigste storme, der er blevet rapporteret over land. Da tyfonen ramte Filippinerne rapporteredes om 5 meter høje bølger fra havet, hvilket medførte betydelige oversvømmelser og kombineret med de usædvanlig høje vindhastigheder anrettede Haiyan betydelige ødelæggelser i de ramte områder. Mere end 6.100 personer omkom og 1700 savnes som følge af tyfonen, de fleste i og omkring byen Tacloban, der blev hårdt ramt.
Tyfonen ramte Vietnam mellem den 10. og 11. november 2013, men var på det tidspunkt kraftigt svækket, og var da anset som en kategori 1-storm.